# Бой у Инджа-су (1877)
Бой у Инджа-су (или Инже-су; 6 [18] июня 1877 года) — произошёл в ходе Русско-турецкой войны 1877—1878 годов, во время проведения русским гарнизоном г. Баязета рекогносцировки под командованием подполковника Пацевича для выявления сил противника в окрестностях города. В 18 вёрстах от Баязета, у отрогов Зиярет-дага, русский рекогносцировочный отряд столкнулся с многократно превосходящим турецким корпусом бригадного генерала Фаик-паши. Не имея достаточных сил чтобы противостоять турецким силам на открытой местности, русский отряд, неся тяжёлые потери, отступил к Баязету и укрылся в городской цитадели, после чего началась 23-дневная осада, вошедшая в историю как Баязетское сидение.

## Предпосылки
С открытием боевых действий на кавказском театре войны, Эриванский отряд русской армии под командованием генерал-лейтенанта Тергукасова (10 616 чел., 32 орудия) 18 (30) апреля 1877 года без боя занял Баязет. Находившийся там турецкий гарнизон покинул город ещё при подходе русских. Обустроив коммуникационную и административную части, Тергукасов 26 апреля (8) мая продолжил своё наступление на Эрзерум, который являлся стратегически-важным объектом и главной целью Эриванского отряда. В Баязете оставался незначительный гарнизон. На должность коменданта Баязета и командующего войсками округа был назначен командир 2-го батальона 74-го пехотного Ставропольского полка — подполковник Ковалевский, а комендантом городской цитадели — командир Тифлисского местного полка, капитан Штоквич, который находился при этом в непосредственном подчинении Ковалевского. 24 мая (5) июня, по неизвестным до конца причинам, последнего сменил на своём посту присланный командованием в Баязет подполковник 73-го пехотного Крымского полка — Пацевич.
Между тем, в Беркри шло укомплектование Ванского отряда турецкой армии, находившегося под командованием бригадного генерала Фаик-паши. По приказу главнокомандующего Анатолийской армией Мухтар-паши, данный отряд должен был нанести удар в тыл левого крыла наступающей русской армии. Фаик-паше предписывалось овладеть Баязетом и двигаться дальше на Эривань. 5 (17) июня весь Ванский отряд общей численностью 11 000 человек при 12 орудиях подошёл к Теперизу и укрепился там.

## Выступление
В ночь на 6 (18) июня Пацевич собрал у себя всех командиров частей. На военном совете было принято решение с рассветом произвести в сторону Вана усиленную рекогносцировку почти всеми силами гарнизона. Подробности того совета в дальнейшем так никто и не передал. Очевидно, на нём имели место некоторые трения. Так капитан Штоквич в своём рапорте передавал, что Пацевич потребовал у него выделить на рекогносцировку одну из рот, расположенных в цитадели. Штоквич воспротивился этому, так как гарнизон самой цитадели состоял всего из двух рот, одна из которых постоянно несла гарнизонную и караульную службы. Пацевич, однако, повторил приказ, после чего Штоквич дал указание командиру 7-й роты Крымского полка капитану Лебедеву с рассветом присоединиться к колонне Пацевича.
6 (18) июня в 5 часов утра, оставив в цитадели 8-ю роту Крымского полка, команду казаков и взвод артиллерии, а 7-ю роту ставропольцев в лагере у Зангезура, Пацевич с остальными частями выступил по ванской (тур. казы-гёльской) дороге. Отряд передвигался в следующем порядке:
- Впереди шла — 5-я сотня 1-го Уманского казачьего полка;
- Правый фланг прикрывала — 1-я сотня 2-го Хопёрского казачьего полка;
- Левый фланг прикрывала — 1-я сотня 1-го Уманского казачьего полка;
- В центре шли — 5-я, 6-я и 8-я (2-я стрелковая) роты 74-го Ставропольского пехотного полка и 7-я рота 73-го Крымского пехотного полка;
- С тыла колонну прикрывали — 3 сотни Елизаветпольского конно-иррегулярного (милиционного) полка.

## Ход боя

### Столкновение с турецкими частями и отступление русского отряда
Пройдя 18 вёрст, русский отряд взошёл на гору перед долиной, где был обнаружен турецкими разъездами. Последние тут же отступили за высоты Зиярет-дага и сообщили Фаик-паше о наступлении русских. Спустившись с горы, казачья сотня начала подниматься на те высоты, но была остановлена сильным огнём неприятеля, внезапно появившегося на командных высотах. Направив на подкрепление казакам роту ставропольцев, Пацевич скомандовал остальным частям привал. Фаик-паша, тем временем, приказал двум эскадронам регулярной кавалерии, под командованием своего адъютанта майора Гуссейн-аги, атаковать русский отряд во фланг. Эскадроны вынеслись вперёд и, остановившись в 600 шагах от русской колонны, открыли ружейный огонь с коней. Вслед за этим, Фаик-паша выдвинул в левый фланг русскому отряду регулярную пехоту — вначале 2-й батальон 6-го полка Мехмет-аги, а затем и 3-й батальон 2-го полка Ибрагим-паши. Оценив несоразмерность сил, Пацевич скомандовал общее отступление. Один из командиров турецкой иррегулярной кавалерией шейх Джелаладдин урмийский, ободрённый отступлением русских, попросил Мехмет-агу перейти в наступление, однако последний, доведя свой батальон до позиций у Инджа-су, получил от Фаик-паши приказ — оставаться на месте. Там же был остановлен и батальон Ибрагим-паши. Преследование русского отряда было предоставлено двум эскадронам сувари и иррегулярным кавалерийским и пехотным частям. Последние, в свою очередь, спустились с гор и обложили отступающий отряд с трёх сторон. Передовые кавалерийские части турок подступали уже в непосредственную близость к русскому отряду. Казаки спешились и составили единую с пехотой стрелковую цепь на флангах. Завязалась плотная ружейная перестрелка. Одна из курдских конных частей, спустившись с горы, направилась в обход правого фланга русского отряда. Находившийся на том фланге Кванин приказал своим казакам оседлать коней, чтобы занять выступающий отрог горы раньше, чем там окажется противник, однако Пацевич остановил Кванина, приказав вернуться в строй. 
Тем временем, силы атакующих постепенно пополнялись подходом всё новых подразделений. По мере усиления их натиска, стрелковые цепи, теряя строй, теснились к середине и, ускоряя шаг, продолжали вести уже беспорядочную стрельбу. Порядок передвижения был окончательно нарушен. Стрелковые цепи смешались с резервом, который вынужден был так же «вступить в дело». После многочасового марша в жаркую погоду на солдатах начала сказываться усталость. Наиболее обессиленные и легко раненные бойцы отставали, образовывая, таким образом, растянутую замыкающую цепь. Курдские всадники предпочитали наносить удары именно по этой части движущейся колонны. По свидетельству очевидцев, на их глазах:
…более ослабевшие, обливаясь по́том, падали без чувств; иной, видя подскакивавшего всадника, под влиянием потери сил, вскрикивал только: «Прощайте, братцы!» и падал проколотый пикой.— полковник К. К. Гейнс 
Движение затруднялось пересечённой и труднопроходимой местностью. Подойдя к овражистому ручью, утомлённые солдаты стали припадать к воде, в результате чего, движение приостановилось, что дало возможность отстающим частям подтянуться к передовым. Пользовавшийся значительным авторитетом и уважением среди солдат подполковник Ковалевский, громогласными приказами на определённый момент сумел восстановить порядок. Однако, во время расстановки частей при переправе, он был тяжело ранен в живот, и вскоре, находясь уже на носилках, получил второе, смертельное ранение.
При подходе к гребню горы, лежащему на пути следования русского отряда, часть турецкой кавалерии под руководством Гуссейн-аги направилась в обход правого фланга для захвата впередилежащих высот и преграждения путей отступления русских. Заметив это движение, Кванин, чтобы опередить противника, направил к тем высотам штабс-капитана Визирова (Измирова), командовавшего елисаветпольской милицией, однако последние, почувствовав свободу действий, направились прямо к Баязету и скрылись за горами. В то же время, Пацевич отдал приказ всем находившимся во флангах казакам оседлать коней и организовать конную цепь для противодействия неприятельской кавалерии, а также заняться подбором раненых. Однако для сбора казаков, уже смешавшихся с пехотой на длительном участке пересечённой местности, ушло немало времени. Вскоре Пацевич обнаружил, что на высотах нет милиции, и тут же направил туда значительную часть успевших к тому времени оседлать своих коней казаков. Сам Пацевич, поручив руководство боем Кванину, с конвоем отправился в Баязет для организации обороны цитадели и помощи отступающему отряду.

### Под Баязетом
В Баязете тем временем занимались перемещением продовольствия и прочего имущества из города в цитадель. В 10 часов утра в город прибыли высланные за день до этого Келбали-ханом Нахичеванским 3 сотни эриванской милиции Исмаил-хана с командой сопровождавших их казаков, а уже через час из-за горы со стороны Вана была услышана стрельба. Артиллеристы, как по тревоге, выбежали к своим орудиям, а на краях крыш и стенах южной стороны цитадели тут же разместились солдаты. Шум битвы быстро приближался. В городе началась паника. На узкой площадке перед воротами цитадели образовалась давка. Жители, набрав максимум имущества, которое могли унести с собой, спешили попасть в цитадель. Многие возвращались из неё, чтобы забрать оставшиеся в городе пожитки, создавая при этом дополнительные проблемы для проникновения в цитадель другим.

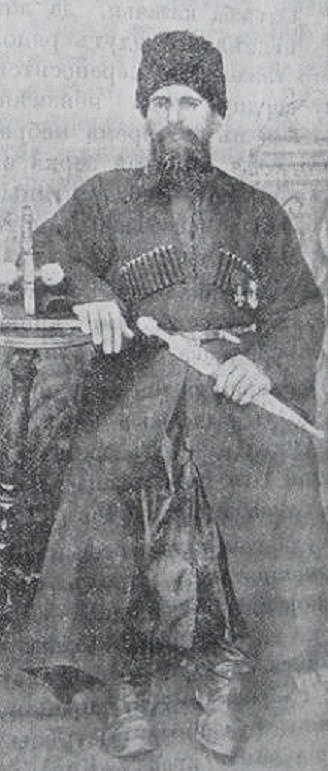
урядник
С. Севастьянов

Тем временем рекогносцировочный отряд подошёл к возвышенности, за которой находился Баязет. Коноводы и конные казаки, успевшие подобрать раненных, поскакали к городу и, оставив в нём последних и лошадей спешенных казаков, вместе с двумя ротами и командой казаков, направились обратно к отряду. Севастьянов в дальнейшем вспоминал:
Проскакав версты 3 от крепости, нам на встречу несли раненных солдат и казаков, а некоторые, перевязанные, шли сами, ― с носилок стоны и крики пронизывали наши сердца… Лишь только вошла моя команда под выстрелы, был ранен из неё казак Толмачёв (ст. Казанской)… Это было первое моё боевое крещение.— из воспоминаний урядника Севастьянова 
В цитадели оставались вооружённая госпитальная прислуга и пересыльная команда (до 50 чел.) состоявшая при 2-м батальоне Крымского полка. Высланное из Баязета подкрепление подошло к отступающей колонне, когда до города оставалось 7 вёрст. 7-я рота ставропольцев, рассыпав стрелковую цепь по холмам Кизил-дага, заняла позицию слева от дороги, 8-я рота крымцев — справа. Прибывшие роты ружейным огнём до определённой степени сдерживали натиск неприятеля, чем облегчили отступление измотанной колонны. Вскоре на возвышенности появились отступающий русский отряд и обложившие его с обеих сторон турецкие силы. Ввиду непосредственной близости противоборствующих сторон, издали сливавшихся «в одну безразличную массу», поручик Томашевский отказался открыть орудийный огонь, опасаясь нанести урон своим. Оценив критическое положение отступающего отряда, Штоквич приказал Исмаил-хану со своими (по разным данным: с 2, 3 или 4) сотнями иррегулярной милиции пройти незаметно для противника оврагом, и прикрыть левый фланг отступающих. Исмаил-хан тут же выступил с только что прибывшими после 60-вёрстного ночного перехода милиционными сотнями в указанном направлении. В это время турецкие силы (до 7000 чел.) совершали обходное движение по гребню горы Кизил-дага, чтобы преградить пути отступления русского отряда к Баязету. Заметив это, Исмаил-хан тут же сманеврировал влево и, спешив свои сотни, занял удобную позицию. При приближении курдской конницы милиционеры открыли ружейный огонь. Вскоре начали появляться новые пехотные и кавалерийские части неприятеля. В течение около 2 часов милиционные сотни «метким огнём» удерживали попытки противника пройти наперерез русскому отряду. Когда патроны были уже на исходе, Исмаил-хан послал в город за подкреплением, однако, по его словам: «Мне прислали оттуда 25 человек с офицером». Вскоре под прикрытием огня неприятельской пехоты курдская конница начала охватывать фланги, заходя в тыл державшим оборону милиционерам. По словам Исмаил-хана:
…курды насели так энергично, что сотни мои точно растаяли: многие были перебиты, других схватили в плен, третьи разбежались. Со мной осталось только 28 человек с 4 офицерами, в числе коих был и мой сын.— из интервью с Исмаил-ханом Нахчыванским. Алиханов М. 

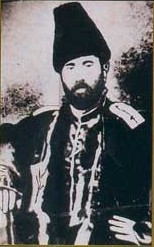
полковник
Исмаил-хан Нахичеванский

Бросившиеся бежать к городу милиционеры наткнулись на уже обошедшую их с тыла турецкую кавалерию, которая тут же открыла по ним огонь, истребив многих эриванцев. Успевшие прорваться к городу милиционеры укрылись в Караван-сарае. Опасаясь быть отрезанным от города, Исмаил-хан решил покинуть позицию, приказав своим оставшимся конным милиционерам посадить в седло по одному солдату и направляться в Баязет.
Левый турецкий фланг, поднявшись на последнюю возвышенность, некоторое время оставался на месте, но после спуска русского отряда на 300 шагов, весь гребень горы на протяжении 2 вёрст заполонила турецкая кавалерия. Поначалу они вели огонь с дальнего расстояния, и лишь одиночные всадники, подскакав к отступающей колонне и произведя выстрелы, возвращались к своим, но вскоре к колонне начали подскакивать уже целые группы неприятеля. При приближении сражающихся на 700—800 сажень к цитадели, из неё был произведён орудийный выстрел. Граната, пролетев над головами отступавших, упала в «самую гущу» неприятельской кавалерии и, разорвавшись, нанесла ощутимый урон неприятелю. Вслед первому последовал выстрел из второго орудия, граната которого упала перед другой группой всадников, после чего вся неприятельская кавалерия отступила к гребню горы.
Вскоре крупные турецкие силы появились на высотах «красных гор», находящихся с юго-восточной стороны от Баязета. Артиллеристы тут же повернули орудия вправо и открыли по ним огонь. Неприятель, однако, не останавливаясь, продолжал своё движение, охватывая город со всех сторон.

### Бои в городе
Вернувшиеся только что с рекогносцировки и утомлённые 40-вёрстным маршем с боями, солдаты толпились у водопроводного крана. Многие, обливаясь потом, молча, сидели или лежали, приходя в себя. Несмотря на многократное численное превосходство турецких войск и утомлённое состояние солдат, Пацевич после непродолжительного отдыха решил всё-таки отбросить неприятеля от города. Для этого 2 роты ставропольцев направлялись для занятия турецкого госпиталя; 1 рота с сотней спешенных казаков ― для занятия казначейства; 2 казачьих сотни ― для штурма высот перед цитаделью и две роты крымцев ― против турецких частей на ванской дороге. В это же самое время конные казаки и милиция, находившиеся вне цитадели, получили приказ войти в неё. Однако, подойдя к воротам, конные вынуждены были остановиться, так как из цитадели в это время начали спешно выходить получившие приказ выдвигаться для нового боя пехотные роты и казачьи сотни. Солдаты, очевидно, осознававшие, что идут на верную смерть, выкрикивали из строя: «Прощайте, братцы!», конные отвечали: «Бог в помощь!».
Турецкие силы, тем временем, уже занимали командные высоты вокруг города. К тому времени подошли и батальоны регулярной пехоты турок. Части гарнизона предприняли попытку взойти на высоты, но были сбиты со всех направлений. Плотный огонь вёлся со всех сторон. Пацевич, оценив силы противника, вновь скомандовал общее отступление, при этом указывая открытые места пересекать бегом. Турки шли по пятам отступающих. Последние, периодически останавливаясь, чтобы ружейным огнём приостановить преследование противника, продолжали отходить к цитадели. В городе солдаты встретились с новыми трудностями. При прохождении через кварталы, населённые курдами и турками, по запоздавшим бойцам был открыт огонь с крыш и окон домов местными жителями. Огонь вели как мужчины, так и женщины. Дети добивали камнями раненных. По словам очевидцев, случалось так, что солдат, заняв позицию за стенкой или за грудой камней и ведя огонь по наступавшему противнику, погибал «от подкравшегося сзади какого-нибудь мальчишки». Успевшие войти в цитадель и занять позиции на стене казаки из команды Севастьянова увидели, как один из солдат на некоторое время замешкался в нескольких шагах от неё, и побежал в сторону ворот. За ним погнались турки. Казаки хотели открыть огонь по преследователям, но боялись попасть в своего. По словам Севастьянова:
Мы дрожали, наша мысль была у престола Божьего с просьбой спасти солдатика. Турки нагнали и закололи его штыками.— из воспоминаний урядника Севастьянова 
По уходящим туркам казаки дали залп из нескольких ружей, поразив двоих насмерть.
Орудия вели огонь — одно в направлении Вана, другое в сторону персидской границы, однако двух орудий явно не хватало, чтобы отбивать атаки противника со всех направлений. Когда бои отступающих частей с турецкими войсками переместились в город, русская артиллерия, относительно активных действий, оказалась в затруднительном положении и зачастую вынуждена была бездействовать. Противоборствующие силы на стеснённых улицах находились в непосредственной близости друг от друга, и артиллеристам приходилось ловить момент, чтобы наносить урон противнику, не причиняя вред своим. Действия артиллерии затруднялись и тем, что орудия «засыпались пулями» с близлежащих высот. Так, орудийному расчёту 7-го орудия, при наведении прицела, приходилось прятаться за стенкой, а для произведения выстрела взводный фейерверкер Егоров вызывал не более трёх канониров. Наводчику того же орудия Постному пуля ударила в губу. Поднявшись, он быстро перевязал свою рану и вернулся к орудию.
У ворот цитадели образовалась давка, сопровождавшаяся новыми потерями. Прибывшие с очередного боя сменяли на стенах и окнах госпитальную и пересыльную команды, после чего прикрывали отход остальных частей. Милиционеры вторично попытались прорваться внутрь с лошадьми, но повторно были остановлены Штоквичем, который в 6 часов по полудню приказал закрыть ворота. Часть милиционеров спешились и вошли в оставленную открытой калитку, а остальные отдельными группами разошлись по городу. Большинство последних добровольно сдались в плен, другие спрятались в домах. Ворота, которые простреливались с ружья, принялись спешно закладывать камнями и плитами.
В 6.30 по полудню калитка была затворена.

## Последствия
Русский гарнизон оказался блокированным в баязетской цитадели. Турецкая артиллерия расположилась на командных высотах и принялась беспрерывно обстреливать цитадель. 8 (20) июня турецкие силы предприняли попытку взять её штурмом, во время которого Пацевич решил капитулировать, но был смертельно ранен (предположительно своими), а сам штурм был отбит. В течение всей осады, длившейся 23 дня, гарнизон испытывал крайний недостаток в пище и воде. Ввиду неизвестной продолжительности осады, боеприпасы приходилось экономить. Гарнизону 9 раз на различных условиях поступали предложения капитулировать, однако все они были отвергнуты. 28 июня (10) июля к Баязету подошли русские части генерал-лейтенанта Тер-Гукасова, которые нанеся поражение турецким войскам, освободили осаждённый русский гарнизон.

## Стратегический анализ боя

### Действия Пацевича
Действия Пацевича 6 июня в дальнейшем подверглись критике историков и военных исследователей. Полковник К. К. Гейнс, проводивший расследование осады Баязета, не нашёл веских оснований, оправдывавших необходимость проведения Пацевичем данной рекогносцировки. К тому времени уже были данные разведки о концентрации крупных сил противника у Тепериза, неизвестна была лишь точная его численность, или во сколько раз он превосходил русский гарнизон. Неясно также, для чего была взята пехота. Неизвестным осталось и изначально взятое направление отряда.
Военный исследователь и аналитик, а также участник той войны на Кавказском театре Б. М. Колюбакин, прямо называет данную рекогносцировку «неосторожной и дурно ведённой». Кавалерия, которая должна была, эшелонируя, предшествовать пехоте, по крайней мере, на 10―12 вёрст, двигалась, практически, на одной линии с ней. Последняя, в свою очередь, представляла собой «компактную массу», не имея должного походного порядка. В итоге, при внезапном столкновении с превосходящими силами неприятеля, русский отряд в кратчайший промежуток времени был окружён с трёх сторон, а у Фаик-паши появлялась возможность полностью уничтожить двигавшийся «столь неосторожно и неискусно» отряд неприятеля.
Само отступление также не имело должного порядка и представляло собой тесную растянутую цепь пехоты, смешанную со спешенной кавалерией. В определённый момент, ответственность за порядок отступления взял на себя подполковник Ковалевский, сжимая цепь и организовывая отступление «перекатными цепями», однако вскоре он был убит, и движение приобрело вид «лавы». Попытку турецкой кавалерии преградить путь к отступлению русского отряда должна была пресечь елизаветпольская милиция Визирова, однако последняя скрылась в неизведанном направлении. Изнурённые многочасовым маршем солдаты изредка отвечали огнём, что позволяло неприятельским всадникам вплотную приближаться к ним.
От возможного полного истребления рекогносцировочного отряда спасли:
1. Эриванская милиция Исмаил-хана Нахичеванского ― длительное время удерживавшая обходной манёвр больших масс неприятеля;
2. 8-я рота крымцев и 7-я рота ставропольцев ― занявшие высоты по сторонам от двигающейся колонны, организовав таким образом «коридор», сдерживая атаки неприятеля на флангах;
3. Гарнизонная артиллерия Томашевского ― два орудийных выстрела, окончательно остановившие преследование неприятелем рекогносцировочного отряда[42].

Очередным, по мнению Гейнса — «безрассудным», решением Пацевича была попытка отбросить противника от города. Едва вернувшиеся с жаркой рекогносцировки части получили приказ атаковать турецкие силы, которые в численном превосходстве уже занимали командные высоты и другие важные объекты. Не достигнув никакого успеха, это только привело к новым тяжёлым и, главное, ― бессмысленным потерям.

### Действия Фаик-паши
У Фаик-паши была возможность нанести полное поражение относительно небольшому русскому отряду, однако его действия отличались крайней нерешительностью.
После окончания войны, Фаик-паша предстал перед военным трибуналом Анатолийского суда. Среди обвинений по поводу военных оплошностей во время осады русского гарнизона, были предъявлены и обвинения по поводу действий бригадного генерала в «деле у Индже-су», явившихся первостепенной причиной того, что русский гарнизон сумел укрепиться в баязетской цитадели и продержаться в ней до подхода помощи. На судебном процессе выяснялись причины, по которым Фаик-паша не направил все силы для полного уничтожения русского отряда, и тем самым предоставил ему возможность уйти в Баязет и укрепиться в его цитадели. Фаик-паша двусмысленно отвечал, что он не мог оставить таперизскую позицию, являвшуюся важным коммуникационным пунктом для отступления ванского отряда; и вместе с тем утверждал, что он не мог ежеминутно двинуться на Баязет без проведения рекогносцировки местности.
Однако, что касается первого положения, то суд отмечал, что Баязет являлся наиболее важным объектом для ванского отряда. Вторая причина также была несостоятельна, так как в составе корпуса Фаик-паши находились два батальона, ранее составлявшие баязетский гарнизон под начальством полковника Ахмед-бея. Среди них было несколько офицеров, достаточно знакомые с топографическими условиями данной местности. Под их руководством можно было бы в тот же день, вместе с кавалерией, направить на Баязет и всю регулярную пехоту и артиллерию, при помощи которых, следовало уничтожить небольшой отряд противника и занять весь Баязет, включая его цитадель.
Одной из причин тактического поражения турок также являлось и то, что, как показывал полковник Ахмет-бей, по прибытии Ванского отряда в Тапериз, им не было выставлено передовых постов. Именно по этой причине появление русского отряда для турок оказалось неожиданным, и, в ходе спонтанного столкновения, когда решения принимались на ходу, не было своевременно выслано достаточного количества батальонов для уничтожения русских войск.
По приговору суда Фаик-паша был отстранён от службы, лишён звания и орденов, а также приговорён к 6 месяцам тюремного заключения. Из заключения Анатолийского военного суда от 12 января 1879 года:

Пункт 2.

… по прибытии Фаик-паши с отрядом в Тепериз, иррегулярные войска, усиленные двумя эскадронами кавалерии, разбили и обратили в бегство русский отряд у Индже-Су … Фаик-паша, в противоположность своей важнейшей обязанности, не воспользовался этим преимуществом и не отправил для преследования неприятеля регулярную пехоту, дабы овладеть Баязетом.
— 20 мухаррам 1295 г. (12 января 1879 г.)
Подписи: Президент Военного суда в Малой Азии Халим-Ессад-Махмуд-Мессуд; члены: Гассан-Гаиф • Гассан-Ахмед-Раиф • Суфет-Мехмед-Селим. 